# Pethia ticto
Pethia ticto (Hamilton, 1822) è un pesce osseo d'acqua dolce appartenente alla famiglia Cyprinidae.

## Distribuzione e habitat
È una specie comune, diffusa nei torrenti con fondo fangoso dal Pakistan all'Indocina, spesso in acque poco profonde in zone montuose.

## Descrizione
Presenta un corpo compresso sui lati che raggiunge una lunghezza massima di 10 cm. La colorazione varia dal giallastro al color argento, ma sono sempre presenti due macchie nere di cui una meno visibile. Non presenta barbigli, gli occhi sono grandi. La pinna caudale è biloba.

## Biologia

### Comportamento
È una specie che forma piccoli gruppi, solitamente pacifica.

### Predatori
È spesso preda di Channa punctata.

### Alimentazione
È onnivoro e si nutre sia di piante che di invertebrati, come larve di insetti (per esempio Efemerotteri) e crostacei ostracodi (Macrothrix) o cladoceri (Bosminidae, Daphniidae).

### Riproduzione
Le uova, fino a 150, si schiudono in un giorno.

## Acquariofilia
È piuttosto comune in commercio.